# Осиково (Благоєвградська область)
Оси́ково (болг. Осиково) — село в Благоєвградській області Болгарії. Входить до складу громади Гирмен.

## Населення
За даними перепису населення 2011 року у селі проживали 524 особи, з них 511 осіб (98,1%) — болгари.
Розподіл населення за віком у 2011 році:
Динаміка населення: